# Мельников, Авраам Иванович
Авраа́м Ива́нович Ме́льников (30 июля [10 августа] 1784, Ораниенбаум, Санкт-Петербургская губерния — 1 [13] января 1854, Санкт-Петербург) — русский архитектор, мастер позднего классицизма, один из основных петербургских зодчих александровского и николаевского царствований; ученик Андреяна Захарова, зять скульптора Ивана Мартоса. Академик (с 1812) и профессор (с 1818), ректор архитектурного отделения (с 1843; заслуженный ректор с 1851) Императорской Академии художеств.

## Биография
Учился в Императорской Академии художеств (1795—1806), где одним из его учителей был А. Д. Захаров. После окончания курса с большой золотой медалью (1807) за «проект здания судебных мест в столичном городе» получил аттестат на звание художника XIV категории со шпагой. Был отправлен в 1808 году в пенсионерскую поездку за границу.
В Риме занимался изучением древних памятников; за реставрацию капитолийских бань был избран в члены Академии Святого Луки. По возвращении в Россию с 1811 года начал преподавать архитектуру в Академии художеств, а через несколько лет поступил также на службу в Комитет строений и гидравлических работ.
Приняв участие в объявленном вскоре по окончании Отечественной войны конкурсе по составлению проекта храма Христа Спасителя в Москве, Мельников удостоился первой премии, но его проект не был принят к исполнению, так как императору Александру I более понравился мистический проект живописца Витберга, которому и была поручена постройка. Не посчастливилось Мельникову и на конкурсе по перестройке Исаакиевского собора в Санкт-Петербурге, хотя и тут его проект был признан лучшим: государь утвердил проект Огюста Монферрана.
Своим усердием в преподавательской деятельности Мельников значительно поднял и подвинул вперед архитектурное дело в России. В 1812 году он был удостоен звания академика, в 1818 — профессора 2-й степени, в 1831 — профессора 1-й степени; в том же году ему поручена должность ректора ИАХ, в которой он был утвержден в 1843 году. В 1851 году возведён в звание заслуженного ректора.
Умер 1 (13) января 1854 года в Петербурге. Был похоронен на Смоленском православном кладбище; могила утрачена.

## Проекты и постройки
По своему направлению Мельников принадлежит к последним представителям классицизма, или, точнее, так называемого стиля империи (русский ампир). Именно его классицистический проект Екатерининской церкви у Калинкина моста стал жертвой стремления Николая I к созданию «русско-византийского стиля». Впрочем, впоследствии Мельников отдал ему дань при проектировании колокольни Казанского собора в Ярославле.
В 1833—1835 годах руководил перестройкой Храма Спаса-на-Сенной, по его проекту были переделаны купола и своды церкви. По его рисункам воздвигнут памятник Державину в Казани. Им же в начале 1830-х годов пристроен притвор к Владимирской, что в Придворных слободах, церкви в Санкт-Петербурге.
Из проектов Мельникова, не приведённых в исполнение, заслуживает внимания монумент в память императрицы Марии Фёдоровны (1828).

### Важнейшие проекты
- Единоверческая церковь Святителя Николая на Николаевской улице в Санкт-Петербурге (1820—1827);
- здание Училища правоведения в Санкт-Петербурге (1835—1838);
- Гостиный двор в Уфе;
- Гостиный двор в Симбирске (1832—1836)[9];
- здание ярмарки в Ростове-на-Дону;
- семинария в Минске;
- Благовещенский собор во Пскове (1836), не сохранился;
- Успенский собор в Таганроге, не сохранился;
- Спасо-Преображенский и Успенский соборы (не сохранились), обелиск в честь Минина и Пожарского в Нижнем Новгороде;
- колокольня Успенского собора в Ярославле (1832—1836), не сохранилась;
- собор Казанской иконы Божией Матери в Казанском монастыре в Ярославле (1835—1845);
- Крестовоздвиженская церковь в Рыбинске (1834―1840), не сохранилась;
- Спасо-Преображенский собор в Рыбинске (1838―1851);
- церковь на старообрядческом Волковом кладбище;
- многие дома в Санкт-Петербурге;
- Большая Колыванская ваза (1831—1843).

Мельников много работал в Новороссийско-Бессарабском генерал-губернаторстве по заказам тогдашнего генерал-губернатора Михаила Воронцова. Здесь он спроектировал:
- Спасо-Преображенский собор в Болграде;
- собор Рождества Христова в Кишиневе;
- ансамбль Полукруглой площади в Одессе, которая окаймляет памятник де Ришельё.
- Потёмкинская лестница (совместно с Ф. К. Боффо).

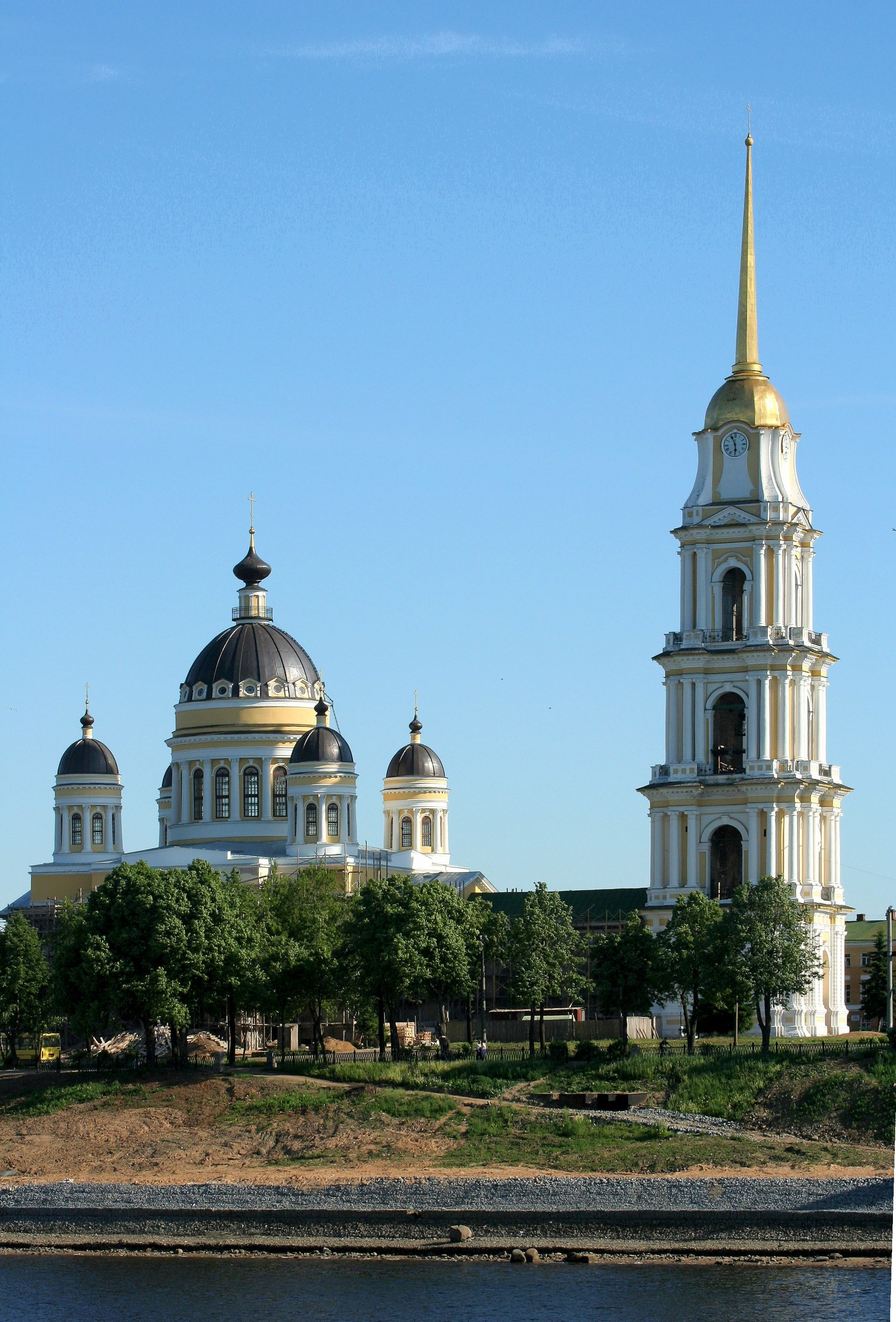
Спасо-Преображенский собор, Рыбинск
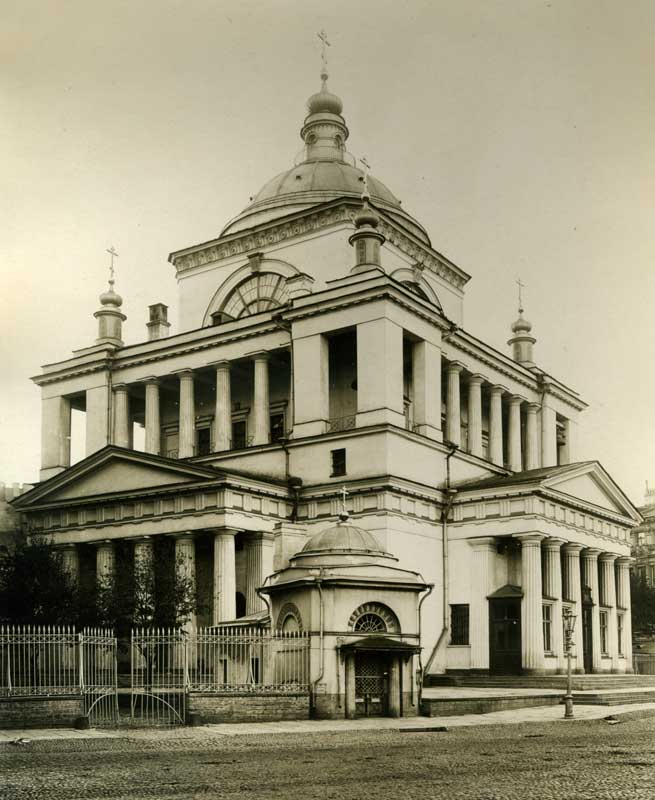
Никольская единоверческая церковь
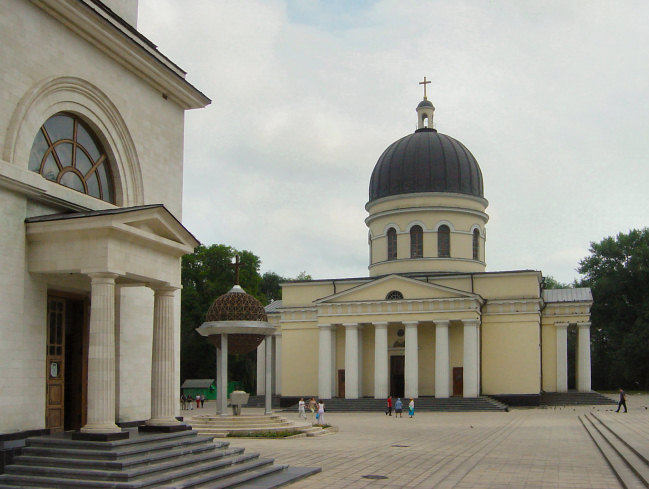
Рождественский собор, Кишинёв
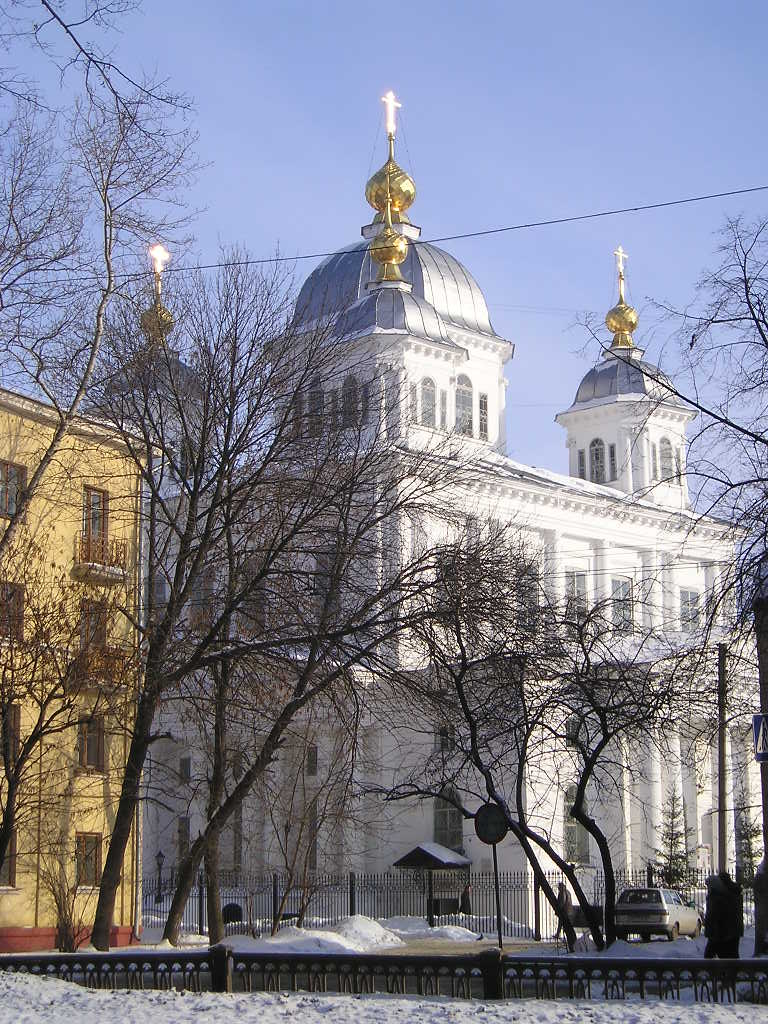
Казанский собор, Ярославль
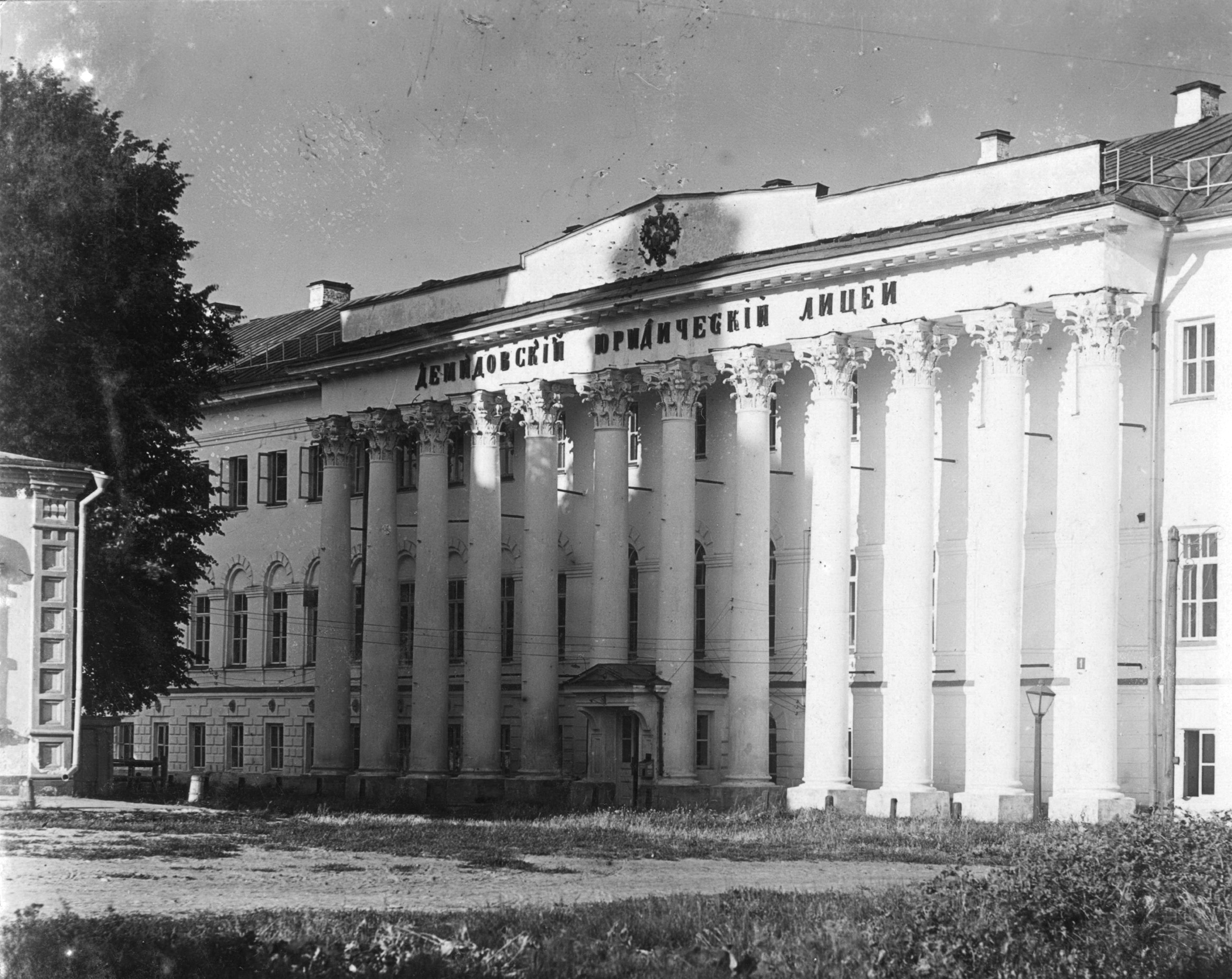
Здание Демидовского лицея в Ярославском кремле